# Formel-1-Weltmeisterschaft 2020
Die Formel-1-Weltmeisterschaft 2020 war die 71. Saison der Formel-1-Weltmeisterschaft. Sie sollte ursprünglich am 15. März im australischen Melbourne beginnen und am 29. November in Abu Dhabi enden. Der Saisonstart wurde jedoch am 13. März aufgrund der COVID-19-Pandemie verschoben und fand am 5. Juli im österreichischen Spielberg statt. Die Saison endete am 13. Dezember auf der Yas-Insel vor Abu Dhabi.

## Änderungen 2020

### Strecken
Im ursprünglich vorgesehenen Kalender für 2020 kam es im Vergleich zur Vorsaison zu drei wesentlichen Veränderungen: Hinzu kamen der Große Preis von Vietnam auf dem Hanoi Street Circuit als neues Rennen, sowie der Große Preis der Niederlande auf dem Circuit Park Zandvoort, welcher erstmals seit 1985 wieder ausgetragen werden sollte. Der Große Preis von Deutschland, welcher zuletzt auf dem Hockenheimring ausgetragen wurde, war in der Saison 2020 hingegen nicht mehr vorgesehen.
Aufgrund der COVID-19-Pandemie wurden im Laufe des Jahres zahlreiche Grands Prix verschoben oder abgesagt, wovon auch die beiden hinzugekommenen Rennen betroffen waren. Insgesamt kam es im Vergleich zum ursprünglich vorgesehenen Kalender zu starken Veränderungen, womit erstmals in der Geschichte der Formel-1-Weltmeisterschaft innerhalb einer Saison zwei Rennen auf derselben Rennstrecke vorgesehen waren.

### Technisches Reglement
Um das Risiko von Reifenschäden bei Kontakt mit einem vorausfahrenden Fahrzeug zu reduzieren, dürfen nun auf den ersten fünf Zentimetern der Frontflügelendplatten keine Metallteile mehr vorhanden sein. Ferner dürfen die Bremsbelüftungen nicht mehr hinzugekauft werden, sondern müssen von den Teams selbst entwickelt werden.
Die Menge an Kraftstoff, die sich außerhalb des Kraftstofftanks befinden darf, wurde von zwei Litern auf 250 Milliliter reduziert.

### Sportliches Reglement
Aufgrund des erweiterten Rennkalenders dürfen pro Fahrer in der gesamten Saison nun drei statt zwei Exemplare der MGU-K verwendet werden.
Ebenfalls aufgrund des erweiterten Rennkalenders wurden die Testfahrten weiter eingeschränkt: Die beiden Vorsaisontests auf dem Circuit de Barcelona-Catalunya wurden von je vier auf je drei Tage gekürzt, die Testfahrten während der Saison mit Ausnahme von Reifentests für zukünftige Saisons abgeschafft. Die Testfahrten nach der Saison bleiben bestehen, allerdings muss dabei von jedem teilnehmenden Team an mindestens einem Tag ein Fahrer eingesetzt werden, der zu diesem Zeitpunkt höchstens zwei Rennen in der Formel-1-Weltmeisterschaft bestritten hat. Ferner ist es den Teams während der Testfahrten fortan untersagt, die Sicht auf die Fahrzeuge zu verdecken. Die Sperrstunde, d. h. die Zeit, während der am Rennwochenende nachts an den Fahrzeugen nicht gearbeitet werden darf, wurde von acht auf neun Stunden erweitert.
Im Falle von Verstößen beim Wiegen der Fahrzeuge sowie bei Frühstarts wird den Rennkommissaren mehr Spielraum bei der Sanktionierung eingeräumt. Bislang war es so, dass ein Fahrer das Rennen aus der Boxengasse starten musste, sollte er im freien Training eine Aufforderung zum Wiegen ignoriert haben, für einen Frühstart wurde der betreffende Fahrer bisher entweder mit einer Durchfahrtsstrafe oder einer Zehn-Sekunden-Stop-and-Go-Strafe belegt.
Fahrer, die an freien Trainingseinheiten teilnehmen, haben Anspruch auf zusätzliche FIA-Superlizenzpunkte. Jeder Fahrer, der während eines freien Trainings mindestens 100 km zurücklegt, erhält einen zusätzlichen Superlizenzpunkt, sofern er keine Strafpunkte hat. Fahrer können maximal zehn Superlizenzpunkte pro Jahr aus freien Trainingseinheiten sammeln.

### Reifen
Einheitslieferant Pirelli hatte für die Formel-1-Weltmeisterschaft 2020 neue Reifen konstruiert. Die Teams entschieden nach ersten Testfahrten der neuen Reifen Ende 2019 jedoch einstimmig, auf die Neukonstruktionen zu verzichten und erneut die Spezifikation der Vorsaison einzusetzen.

### Teams
Die Scuderia Toro Rosso nahm ab 2020 unter dem Namen Scuderia AlphaTauri an der Formel-1-Weltmeisterschaft teil. Der neue Name leitet sich ab von der gleichnamigen Bekleidungsmarke des Red-Bull-Konzerns, in dessen Besitz sich das Team weiterhin befindet.

### Fahrer
Esteban Ocon, 2019 Ersatzfahrer für Mercedes, wechselte zu Renault, wo er Nico Hülkenberg ersetzte. Robert Kubica verließ Williams nach nur einer Saison. Er wurde von Alfa Romeo Racing als Test- und Ersatzfahrer unter Vertrag genommen und startete zudem in der DTM für ART Grand Prix. Kubicas Nachfolger bei Williams wurde der bisherige Test- und Ersatzfahrer Nicholas Latifi, der in der Formel-1-Weltmeisterschaft debütierte.
Im Vorfeld des Großen Preises von Großbritannien wurde Sergio Pérez positiv auf das Virus SARS-CoV-2 getestet. Somit durfte er nicht an diesem und am folgenden Grand Prix teilnehmen. Das Team verpflichtete Hülkenberg als kurzfristigen Ersatz. Im darauffolgenden Großen Preis des 70-jährigen Jubiläums fuhr Hülkenberg ebenfalls. Beim Großen Preis der Eifel ersetzte Hülkenberg kurzfristig den an SARS-CoV-2 positiv getesteten Lance Stroll.
Da sich Romain Grosjean bei einem Unfall während des Großen Preises von Bahrain verletzte, wurde er bei den letzten beiden Rennen in Sachir und Abu Dhabi durch Reservefahrer Pietro Fittipaldi ersetzt. Auch der seit dem Großen Preis der Türkei als Weltmeister feststehende Lewis Hamilton konnte in Sachir nicht teilnehmen, da er kurz zuvor positiv auf SARS-CoV-2 getestet wurde. Hamilton wurde durch den Williams-Stammpiloten George Russell vertreten, Russells Platz bei Williams nahm der dortige Ersatzfahrer Jack Aitken ein.

## Teams und Fahrer
In der Übersicht werden alle Fahrer aufgeführt, die in der Saison 2020 mit einem Rennstall einen Vertrag als Stamm-, Test- oder Ersatzfahrer hatten. Die Teams sind nach der Konstrukteursweltmeisterschaft des Vorjahres geordnet.
| Bild                               | Team                                             | Chassis                            | Motor                              | Reifen | Nr. | Stammfahrer        | Rennen      | Test-/ Ersatzfahrer                                   |
| ---------------------------------- | ------------------------------------------------ | ---------------------------------- | ---------------------------------- | ------ | --- | ------------------ | ----------- | ----------------------------------------------------- |
| Mercedes-AMG F1 W11 EQ Performance | Mercedes-AMG Petronas F1 Team                    | Mercedes-AMG F1 W11 EQ Performance | Mercedes-AMG F1 M11 EQ Performance | P      | 44  | Lewis Hamilton     | 1–15, 17    | Esteban Gutiérrez Stoffel Vandoorne                   |
| Mercedes-AMG F1 W11 EQ Performance | Mercedes-AMG Petronas F1 Team                    | Mercedes-AMG F1 W11 EQ Performance | Mercedes-AMG F1 M11 EQ Performance | P      | 77  | Valtteri Bottas    | 1–17        | Esteban Gutiérrez Stoffel Vandoorne                   |
| Mercedes-AMG F1 W11 EQ Performance | Mercedes-AMG Petronas F1 Team                    | Mercedes-AMG F1 W11 EQ Performance | Mercedes-AMG F1 M11 EQ Performance | P      | 63  | George Russell     | 16          | Esteban Gutiérrez Stoffel Vandoorne                   |
| Ferrari SF1000                     | Scuderia Ferrari Mission Winnow Scuderia Ferrari | Ferrari SF1000                     | Ferrari 065                        | P      | 05  | Sebastian Vettel   | 1–17        | Pascal Wehrlein                                       |
| Ferrari SF1000                     | Scuderia Ferrari Mission Winnow Scuderia Ferrari | Ferrari SF1000                     | Ferrari 065                        | P      | 16  | Charles Leclerc    | 1–17        | Pascal Wehrlein                                       |
| Red Bull Racing RB16               | Aston Martin Red Bull Racing                     | Red Bull Racing RB16               | Honda RA620H                       | P      | 23  | Alexander Albon    | 1–17        | Sébastien Buemi Sérgio Sette Câmara Jüri Vips         |
| Red Bull Racing RB16               | Aston Martin Red Bull Racing                     | Red Bull Racing RB16               | Honda RA620H                       | P      | 33  | Max Verstappen     | 1–17        | Sébastien Buemi Sérgio Sette Câmara Jüri Vips         |
| McLaren MCL35                      | McLaren F1 Team                                  | McLaren MCL35                      | Renault E-Tech 20                  | P      | 04  | Lando Norris       | 1–17        |                                                       |
| McLaren MCL35                      | McLaren F1 Team                                  | McLaren MCL35                      | Renault E-Tech 20                  | P      | 55  | Carlos Sainz jr.   | 1–17        |                                                       |
| Renault R.S.20                     | Renault DP World F1 Team                         | Renault R.S.20                     | Renault E-Tech 20                  | P      | 03  | Daniel Ricciardo   | 1–17        | Sergei Sirotkin                                       |
| Renault R.S.20                     | Renault DP World F1 Team                         | Renault R.S.20                     | Renault E-Tech 20                  | P      | 31  | Esteban Ocon       | 1–17        | Sergei Sirotkin                                       |
| AlphaTauri AT01                    | Scuderia AlphaTauri Honda                        | AlphaTauri AT01                    | Honda RA620H                       | P      | 10  | Pierre Gasly       | 1–17        | Sébastien Buemi Sérgio Sette Câmara Jüri Vips         |
| AlphaTauri AT01                    | Scuderia AlphaTauri Honda                        | AlphaTauri AT01                    | Honda RA620H                       | P      | 26  | Daniil Kwjat       | 1–17        | Sébastien Buemi Sérgio Sette Câmara Jüri Vips         |
| Racing Point RP20                  | BWT Racing Point F1 Team                         | Racing Point RP20                  | BWT Mercedes                       | P      | 11  | Sergio Pérez       | 1–3, 6–17   |                                                       |
| Racing Point RP20                  | BWT Racing Point F1 Team                         | Racing Point RP20                  | BWT Mercedes                       | P      | 18  | Lance Stroll       | 1–10, 12–17 |                                                       |
| Racing Point RP20                  | BWT Racing Point F1 Team                         | Racing Point RP20                  | BWT Mercedes                       | P      | 27  | Nico Hülkenberg    | 4, 5, 11    |                                                       |
| Alfa Romeo Racing C39              | Alfa Romeo Racing Orlen                          | Alfa Romeo Racing C39              | Ferrari 065                        | P      | 07  | Kimi Räikkönen     | 1–17        | Tatiana Calderón Robert Kubica                        |
| Alfa Romeo Racing C39              | Alfa Romeo Racing Orlen                          | Alfa Romeo Racing C39              | Ferrari 065                        | P      | 99  | Antonio Giovinazzi | 1–17        | Tatiana Calderón Robert Kubica                        |
| Haas VF-20                         | Haas F1 Team                                     | Haas VF-20                         | Ferrari 065                        | P      | 08  | Romain Grosjean    | 1–15        | Louis Delétraz Pietro Fittipaldi                      |
| Haas VF-20                         | Haas F1 Team                                     | Haas VF-20                         | Ferrari 065                        | P      | 20  | Kevin Magnussen    | 1–17        | Louis Delétraz Pietro Fittipaldi                      |
| Haas VF-20                         | Haas F1 Team                                     | Haas VF-20                         | Ferrari 065                        | P      | 51  | Pietro Fittipaldi  | 16–17       | Louis Delétraz Pietro Fittipaldi                      |
| Williams FW43                      | ROKiT Williams Racing Williams Racing            | Williams FW43                      | Mercedes-AMG F1 M11 EQ Performance | P      | 63  | George Russell     | 1–15, 17    | Jack Aitken Jamie Chadwick Roy Nissany Daniel Ticktum |
| Williams FW43                      | ROKiT Williams Racing Williams Racing            | Williams FW43                      | Mercedes-AMG F1 M11 EQ Performance | P      | 06  | Nicholas Latifi    | 1–17        | Jack Aitken Jamie Chadwick Roy Nissany Daniel Ticktum |
| Williams FW43                      | ROKiT Williams Racing Williams Racing            | Williams FW43                      | Mercedes-AMG F1 M11 EQ Performance | P      | 89  | Jack Aitken        | 16          | Jack Aitken Jamie Chadwick Roy Nissany Daniel Ticktum |

Anmerkungen
1. ↑  BWT übernimmt bei Racing Point das Namenssponsoring für die Mercedes-Motoren, die in den Meldelisten deshalb als BWT Mercedes geführt werden. Die Motoren sind trotz des anderen Namens baugleich mit jenen, die beim Mercedes-Werksteam und bei Williams eingesetzt werden.

## Saisonvorbereitung

### 19.–21. Februar: Circuit de Barcelona-Catalunya
Die erste Testwoche fand vom 19. bis zum 21. Februar auf dem Circuit de Barcelona-Catalunya in Spanien statt. Die Testfahrten bestanden aus zwei täglichen Einheiten zu je vier Stunden, dazwischen gab es eine Mittagspause von einer Stunde. Aus Kostengründen durfte jedes Team nur ein Fahrzeug einsetzen, am Steuer durften sich jedoch mehrere Fahrer abwechseln.
Alle zehn neuen Wagen gaben bei diesem Test ihr Streckendebüt. Beim Testauftakt am 19. Februar war Lewis Hamilton im Mercedes mit einer Rundenzeit von 1:16,976 Minuten Schnellster vor seinem Teamkollegen Valtteri Bottas, mit dem er sich am Steuer abwechselte. Dritter war Sergio Pérez im Racing Point. Max Verstappen im Red Bull legte mit 168 Runden die größte Distanz zurück, gefolgt von Carlos Sainz jr. im McLaren mit 161 Runden und Charles Leclerc im Ferrari mit 132 Runden. Die beiden Mercedes-Fahrer fuhren gemeinsam 173 Runden, Mercedes war somit das Team mit der größten Distanz. Die geringste Distanz legte Lance Stroll mit lediglich 52 Runden zurück. Das Team mit den wenigsten zurückgelegten Runden war Haas, Kevin Magnussen legte über den gesamten Tag 106 Runden zurück.
Am 20. Februar war Kimi Räikkönen im Alfa Romeo mit einer Rundenzeit von 1:17,091 Minuten Schnellster vor Pérez und Daniel Ricciardo im Renault. Romain Grosjean legte mit 158 Runden die größte Distanz zurück, vor Pierre Gasly im AlphaTauri und Pérez. Mercedes war mit 183 Runden erneut das Team mit der größten Distanz, hier hatten sich wieder beide Stammpiloten abgewechselt.
Am 21. Februar fuhr Bottas in 1:15,732 Minuten die Bestzeit vor Hamilton und Ocon. Mit 152 Runden fuhr Antonio Giovinazzi die größte Distanz, gefolgt von Stroll und Sebastian Vettel. Red Bull und Renault waren mit jeweils 169 Runden die Teams mit der größten Distanz. Haas fuhr mit 52 Runden erneut am wenigsten, Magnussen verunfallte am Nachmittag nach nur vier Runden infolge eines Reifenschadens.

### 26.–28. Februar: Circuit de Barcelona-Catalunya
Die zweite Testwoche fand vom 26. bis zum 28. Februar erneut auf dem Circuit de Barcelona-Catalunya statt.
Am 26. Februar war Robert Kubica mit einer Rundenzeit von 1:16,942 Minuten Schnellster vor Verstappen und Pérez. Romain Grosjean fuhr mit 107 Runden die größte Distanz vor Bottas und Hamilton. Mercedes war somit das Team mit den meisten gefahrenen Kilometern, beide Fahrer zusammen kamen auf 179 Runden. Gasly fuhr mit 25 Runden die geringste Distanz. Da auch sein Teamkollege nur wenige Runden fuhr, war AlphaTauri das Team mit den wenigsten Runden.
Am 27. Februar fuhr Vettel mit einer Zeit von 1:16,841 Minuten die schnellste Runde des Tages, gefolgt von Gasly und Stroll. Nicholas Latifi legte im Williams mit 158 Runden die längste Strecke zurück, womit Williams die meisten Runden an diesem Tag fuhr. Es folgten Vettel und Gasly. Die geringste Distanz legte Lewis Hamilton mit nur 14 Runden zurück, da er aufgrund eines Problems mit dem Öldruck auf der Strecke stehenblieb. Dadurch war Mercedes das Team mit den wenigsten zurückgelegten Kilometern, Hamilton und Bottas fuhren zusammen 61 Runden.

### Testergebnisse
| Pos. | Fahrer             | Konstrukteur              | Beste Runde | Tag 1    | Tag 2    | Tag 3    | Tag 4    | Tag 5    | Tag 6    | Runden |
| ---- | ------------------ | ------------------------- | ----------- | -------- | -------- | -------- | -------- | -------- | -------- | ------ |
| 01   | Valtteri Bottas    | Mercedes                  | 1:15,732    | 1:17,313 | 1:19,307 | 1:15,732 | 1:18,100 | 1:17,985 | 1:16,196 | 435    |
| 02   | Max Verstappen     | Red Bull Racing-Honda     | 1:16,269    | 1:17,516 | —        | 1:17,636 | 1:17,347 | 1:17,738 | 1:16,269 | 413    |
| 03   | Daniel Ricciardo   | Renault                   | 1:16,276    | 1:17,873 | 1:17,749 | 1:17,574 | 1:18,214 | 1:18,395 | 1:16,276 | 365    |
| 04   | Charles Leclerc    | Ferrari                   | 1:16,360    | 1:18,289 | 1:18,335 | —        | 1:18,244 | —        | 1:16,360 | 437    |
| 05   | Lewis Hamilton     | Mercedes                  | 1:16,410    | 1:16,976 | 1:18,387 | 1:16,516 | 1:17,562 | 1:22,425 | 1:16,410 | 466    |
| 06   | Esteban Ocon       | Renault                   | 1:16,433    | 1:18,004 | 1:18,557 | 1:17,102 | 1:21,542 | 1:18,013 | 1:16,433 | 372    |
| 07   | Sergio Pérez       | Racing Point-BWT Mercedes | 1:16,634    | 1:17,375 | 1:17,347 | —        | 1:17,428 | —        | 1:16,634 | 440    |
| 08   | Carlos Sainz jr.   | McLaren-Renault           | 1:16,820    | 1:17,842 | —        | 1:18,274 | 1:18,221 | —        | 1:16,820 | 442    |
| 09   | Sebastian Vettel   | Ferrari                   | 1:16,841    | —        | 1:18,154 | 1:18,384 | 1:18,113 | 1:16,841 | —        | 401    |
| 10   | George Russell     | Williams-Mercedes         | 1:16,871    | 1:18,168 | 1:18,266 | —        | 1:18,535 | —        | 1:16,871 | 391    |
| 11   | Daniil Kwjat       | AlphaTauri-Honda          | 1:16,914    | 1:17,698 | —        | 1:17,427 | 1:17,456 | —        | 1:16,914 | 395    |
| 12   | Robert Kubica      | Alfa Romeo Racing-Ferrari | 1:16,942    | 1:18,386 | —        | —        | 1:16,942 | —        | —        | 112    |
| 13   | Romain Grosjean    | Haas-Ferrari              | 1:17,037    | —        | 1:18,496 | 1:18,380 | 1:18,640 | —        | 1:17,037 | 399    |
| 14   | Pierre Gasly       | AlphaTauri-Honda          | 1:17,066    | —        | 1:18,121 | 1:17,783 | 1:17,540 | 1:17,066 | —        | 369    |
| 15   | Kimi Räikkönen     | Alfa Romeo Racing-Ferrari | 1:17,091    | —        | 1:17,091 | —        | 1:19,515 | —        | 1:17,415 | 300    |
| 16   | Lance Stroll       | Racing Point-BWT Mercedes | 1:17,118    | 1:18,282 | —        | 1:17,338 | 1:17,787 | 1:17,118 | —        | 339    |
| 17   | Nicholas Latifi    | Williams-Mercedes         | 1:17,313    | 1:18,382 | —        | 1:19,004 | 1:18,300 | 1:17,313 | —        | 341    |
| 18   | Antonio Giovinazzi | Alfa Romeo Racing-Ferrari | 1:17,469    | 1:20,096 | —        | 1:17,469 | —        | 1:19,670 | —        | 321    |
| 19   | Kevin Magnussen    | Haas-Ferrari              | 1:17,495    | 1:18,466 | —        | 1:19,709 | —        | 1:18,225 | 1:17,495 | 243    |
| 20   | Alexander Albon    | Red Bull Racing-Honda     | 1:17,550    | —        | 1:17,912 | 1:18,154 | 1:17,550 | 1:18,393 | 1:17,803 | 365    |
| 21   | Lando Norris       | McLaren-Renault           | 1:17,573    | —        | 1:18,474 | 1:18,454 | 1:18,826 | 1:17,573 | —        | 355    |

## Rennkalender

### Ursprünglicher Rennkalender
| Nr. | Datum         | Grand Prix (Strecke)         |
| --- | ------------- | ---------------------------- |
| 01  | 15. März      | Australien (Melbourne)       |
| 02  | 22. März      | Bahrain (as-Sachir)          |
| 03  | 5. April      | Vietnam (Hanoi)              |
| 04  | 19. April     | China (Shanghai)             |
| 05  | 3. Mai        | Niederlande (Zandvoort)      |
| 06  | 10. Mai       | Spanien (Montmeló)           |
| 07  | 24. Mai       | Monaco (Monte Carlo)         |
| 08  | 7. Juni       | Aserbaidschan (Baku)         |
| 09  | 14. Juni      | Kanada (Montréal)            |
| 10  | 28. Juni      | Frankreich (Le Castellet)    |
| 11  | 5. Juli       | Österreich (Spielberg)       |
| 12  | 19. Juli      | Großbritannien (Silverstone) |
| 13  | 2. August     | Ungarn (Mogyoród)            |
| 14  | 30. August    | Belgien (Spa-Francorchamps)  |
| 15  | 6. September  | Italien (Monza)              |
| 16  | 20. September | Singapur (Singapur)          |
| 17  | 27. September | Russland (Sotschi)           |
| 18  | 11. Oktober   | Japan (Suzuka)               |
| 19  | 25. Oktober   | USA (Austin)                 |
| 20  | 1. November   | Mexiko (Mexiko-Stadt)        |
| 21  | 15. November  | Brasilien (Interlagos)       |
| 22  | 29. November  | Abu Dhabi (Yas-Insel)        |

Der provisorische Rennkalender wurde am 29. August 2019 vorgestellt. Er stellte mit 22 Rennen den bis dato umfangreichsten in der Geschichte der Formel-1-Weltmeisterschaft dar.
Bereits vor Saisonbeginn wurde der für den 19. April geplante Große Preis von China wegen der COVID-19-Pandemie auf unbestimmte Zeit verschoben. Der für den 22. März geplante Große Preis von Bahrain sollte unter Ausschluss der Öffentlichkeit stattfinden, um so eine Gesundheitsgefährdung für Zuschauer zu verhindern.
Der Große Preis von Australien, ursprünglich für den 15. März geplant, wurde zwei Stunden vor Beginn des ersten freien Trainings am Freitag aus dem gleichen Grund verschoben. Am gleichen Tag wurde auch die Verschiebung der Großen Preise von Bahrain und Vietnam auf unbestimmte Zeit verkündet. Kurz danach wurde bekannt, dass auch die Rennen in den Niederlanden und Spanien erst später im Jahr stattfinden. Der Große Preis von Monaco dagegen wurde für die Saison vom Veranstalter komplett abgesagt. Damit fand erstmals seit 1954 kein Grand Prix in Monaco statt.
Mit der steigenden Anzahl abgesagter Rennen verstärkte die Formel-1-Organisation ihr Marketing für ihre begleitende, offizielle E-Sport-Serie. In dieser virtuellen Meisterschaft ging es nicht um Punkte für die Weltmeisterschaft und nur einzelne aktuelle Formel-1-Fahrer, wie z. B. Albon, Latifi, Leclerc, Norris und Russell nahmen bei einigen Rennen teil. Andere Fahrer wie Verstappen und Vettel äußerten sich sehr kritisch über eine Beteiligung in dieser virtuellen Serie und nahmen daher nicht teil.
Auch der für den 7. Juni geplante Große Preis von Aserbaidschan wurde vertagt, genau wie der Große Preis von Kanada. Das Rennen in Australien hingegen wurde nicht mehr als „verschoben“ vermerkt, sondern als abgesagte Veranstaltung geführt.
Anschließend wurde überdies der Große Preis von Frankreich von den Streckenbetreibern gestrichen, während der Große Preis der Niederlande auf der umgebauten Rennstrecke in Zandvoort zunächst später stattfinden sollte, dann aber doch aus dem Kalender genommen wurde. Weiter wurden die Rennen in Aserbaidschan, Singapur und Japan sowie in Kanada, den USA, Mexiko und Brasilien abgesagt, genau wie der Große Preis von Vietnam.

### Überarbeiteter Rennkalender
Am 2. Juni veröffentlichten die Veranstalter der Formel-1-Weltmeisterschaft einen überarbeiteten Rennkalender. Dieser bestand zunächst lediglich aus acht Rennen auf dem europäischen Kontinent.
Danach wurden am 10. Juli zwei weitere Läufe auf dem Autodromo Internazionale del Mugello und in Sotschi bestätigt.
Im nächsten Schritt wurden am 24. Juli drei weitere Grands Prix auf dem Nürburgring, in Portimão und Imola hinzugefügt.
Vervollständigt wurde der Rennkalender am 25. August, als nochmals vier weitere Veranstaltungen ergänzt wurden. Somit umfasste die Saison insgesamt 17 Rennen.
Da es teilweise mehrere Rennen in einem Land gab, jedoch nur ein Grand Prix den Namen des Landes tragen darf, wurden die zusätzlichen Veranstaltungen umbenannt. Dies betraf Österreich (Großer Preis der Steiermark), Großbritannien (Großer Preis des 70-jährigen Jubiläums der Formel 1), Italien (Großer Preis der Toskana im Mugello und Großer Preis der Emilia-Romagna in Imola) sowie Bahrain (Großer Preis von Sachir). Obwohl der Grand Prix am Nürburgring der einzige in Deutschland war, wurde die Bezeichnung Großer Preis der Eifel verwendet, da die Namensrechte Großer Preis von Deutschland beim AvD liegen, das Event allerdings vom ADAC durchgeführt wurde.
| Nr. | Datum         | Grand Prix (Strecke)               | Distanz (km) | Sieger                                   | Zweiter                                  | Dritter                                  | Pole- Position                           | Schnellste Rennrunde                   | Gesamtführender Fahrer     | Gesamtführender Konstrukteur |
| --- | ------------- | ---------------------------------- | ------------ | ---------------------------------------- | ---------------------------------------- | ---------------------------------------- | ---------------------------------------- | -------------------------------------- | -------------------------- | ---------------------------- |
| 01  | 5. Juli       | Österreich (Spielberg)             | 307,020      | Valtteri Bottas (Mercedes)               | Charles Leclerc (Ferrari)                | Lando Norris (McLaren-Renault)           | Valtteri Bottas (Mercedes)               | Lando Norris (McLaren-Renault)         | Valtteri Bottas (Mercedes) | Mercedes                     |
| 02  | 12. Juli      | Steiermark (Spielberg)             | 307,020      | Lewis Hamilton (Mercedes)                | Valtteri Bottas (Mercedes)               | Max Verstappen (Red Bull Racing-Honda)   | Lewis Hamilton (Mercedes)                | Carlos Sainz jr. (McLaren-Renault)     | Valtteri Bottas (Mercedes) | Mercedes                     |
| 03  | 19. Juli      | Ungarn (Mogyoród)                  | 306,630      | Lewis Hamilton (Mercedes)                | Max Verstappen (Red Bull Racing-Honda)   | Valtteri Bottas (Mercedes)               | Lewis Hamilton (Mercedes)                | Lewis Hamilton (Mercedes)              | Lewis Hamilton (Mercedes)  | Mercedes                     |
| 04  | 2. August     | Großbritannien (Silverstone)       | 306,198      | Lewis Hamilton (Mercedes)                | Max Verstappen (Red Bull Racing-Honda)   | Charles Leclerc (Ferrari)                | Lewis Hamilton (Mercedes)                | Max Verstappen (Red Bull Racing-Honda) | Lewis Hamilton (Mercedes)  | Mercedes                     |
| 05  | 9. August     | 70-jähriges Jubiläum (Silverstone) | 306,198      | Max Verstappen (Red Bull Racing-Honda)   | Lewis Hamilton (Mercedes)                | Valtteri Bottas (Mercedes)               | Valtteri Bottas (Mercedes)               | Lewis Hamilton (Mercedes)              | Lewis Hamilton (Mercedes)  | Mercedes                     |
| 06  | 16. August    | Spanien (Montmeló)                 | 307,104      | Lewis Hamilton (Mercedes)                | Max Verstappen (Red Bull Racing-Honda)   | Valtteri Bottas (Mercedes)               | Lewis Hamilton (Mercedes)                | Valtteri Bottas (Mercedes)             | Lewis Hamilton (Mercedes)  | Mercedes                     |
| 07  | 30. August    | Belgien (Spa-Francorchamps)        | 308,052      | Lewis Hamilton (Mercedes)                | Valtteri Bottas (Mercedes)               | Max Verstappen (Red Bull Racing-Honda)   | Lewis Hamilton (Mercedes)                | Daniel Ricciardo (Renault)             | Lewis Hamilton (Mercedes)  | Mercedes                     |
| 08  | 6. September  | Italien (Monza)                    | 306,720      | Pierre Gasly (AlphaTauri-Honda)          | Carlos Sainz jr. (McLaren-Renault)       | Lance Stroll (Racing Point-BWT Mercedes) | Lewis Hamilton (Mercedes)                | Lewis Hamilton (Mercedes)              | Lewis Hamilton (Mercedes)  | Mercedes                     |
| 09  | 13. September | Toskana (Scarperia e San Piero)    | 309,455      | Lewis Hamilton (Mercedes)                | Valtteri Bottas (Mercedes)               | Alexander Albon (Red Bull Racing-Honda)  | Lewis Hamilton (Mercedes)                | Lewis Hamilton (Mercedes)              | Lewis Hamilton (Mercedes)  | Mercedes                     |
| 10  | 27. September | Russland (Sotschi)                 | 309,944      | Valtteri Bottas (Mercedes)               | Max Verstappen (Red Bull Racing-Honda)   | Lewis Hamilton (Mercedes)                | Lewis Hamilton (Mercedes)                | Valtteri Bottas (Mercedes)             | Lewis Hamilton (Mercedes)  | Mercedes                     |
| 11  | 11. Oktober   | Eifel (Nürburg)                    | 308,623      | Lewis Hamilton (Mercedes)                | Max Verstappen (Red Bull Racing-Honda)   | Daniel Ricciardo (Renault)               | Valtteri Bottas (Mercedes)               | Max Verstappen (Red Bull Racing-Honda) | Lewis Hamilton (Mercedes)  | Mercedes                     |
| 12  | 25. Oktober   | Portugal (Portimão)                | 306,826      | Lewis Hamilton (Mercedes)                | Valtteri Bottas (Mercedes)               | Max Verstappen (Red Bull Racing-Honda)   | Lewis Hamilton (Mercedes)                | Lewis Hamilton (Mercedes)              | Lewis Hamilton (Mercedes)  | Mercedes                     |
| 13  | 1. November   | Emilia-Romagna (Imola)             | 309,049      | Lewis Hamilton (Mercedes)                | Valtteri Bottas (Mercedes)               | Daniel Ricciardo (Renault)               | Valtteri Bottas (Mercedes)               | Lewis Hamilton (Mercedes)              | Lewis Hamilton (Mercedes)  | Mercedes                     |
| 14  | 15. November  | Türkei (Istanbul)                  | 309,396      | Lewis Hamilton (Mercedes)                | Sergio Pérez (Racing Point-BWT Mercedes) | Sebastian Vettel (Ferrari)               | Lance Stroll (Racing Point-BWT Mercedes) | Lando Norris (McLaren-Renault)         | Lewis Hamilton (Mercedes)  | Mercedes                     |
| 15  | 29. November  | Bahrain (as-Sachir)                | 308,238      | Lewis Hamilton (Mercedes)                | Max Verstappen (Red Bull Racing-Honda)   | Alexander Albon (Red Bull Racing-Honda)  | Lewis Hamilton (Mercedes)                | Max Verstappen (Red Bull Racing-Honda) | Lewis Hamilton (Mercedes)  | Mercedes                     |
| 16  | 6. Dezember   | Sachir (as-Sachir)                 | 307,995      | Sergio Pérez (Racing Point-BWT Mercedes) | Esteban Ocon (Renault)                   | Lance Stroll (Racing Point-BWT Mercedes) | Valtteri Bottas (Mercedes)               | George Russell (Mercedes)              | Lewis Hamilton (Mercedes)  | Mercedes                     |
| 17  | 13. Dezember  | Abu Dhabi (Yas-Insel)              | 305,355      | Max Verstappen (Red Bull Racing-Honda)   | Valtteri Bottas (Mercedes)               | Lewis Hamilton (Mercedes)                | Max Verstappen (Red Bull Racing-Honda)   | Daniel Ricciardo (Renault)             | Lewis Hamilton (Mercedes)  | Mercedes                     |

## Rennberichte

### Großer Preis von Österreich
| Platz | Fahrer          | Team            | Zeit        |
| ----- | --------------- | --------------- | ----------- |
| 1     | Valtteri Bottas | Mercedes        | 1:30:55,739 |
| 2     | Charles Leclerc | Ferrari         | + 2,700     |
| 3     | Lando Norris    | McLaren-Renault | + 5,491     |
| PP    | Valtteri Bottas | Mercedes        | 1:02,939    |
| SR    | Lando Norris    | McLaren-Renault | 1:07,475    |

Der Große Preis von Österreich auf dem Red Bull Ring fand am 5. Juli 2020 statt und ging über eine Distanz von 71 Runden à 4,326 km, was einer Gesamtdistanz von 307,020 km entspricht.
Valtteri Bottas gewann das Rennen vor Charles Leclerc und Lando Norris, der von einer Fünf-Sekunden-Zeitstrafe gegen Lewis Hamilton profitierte, welcher als Zweiter ins Ziel fuhr. Für Norris war es sein erstes Podium in der Formel 1.

### Großer Preis der Steiermark
| Platz | Fahrer           | Team                  | Zeit        |
| ----- | ---------------- | --------------------- | ----------- |
| 1     | Lewis Hamilton   | Mercedes              | 1:22:50,683 |
| 2     | Valtteri Bottas  | Mercedes              | + 13,719    |
| 3     | Max Verstappen   | Red Bull Racing-Honda | + 33,698    |
| PP    | Lewis Hamilton   | Mercedes              | 1:19,273    |
| SR    | Carlos Sainz jr. | McLaren-Renault       | 1:05,619    |

Der Große Preis der Steiermark auf dem Red Bull Ring fand am 12. Juli 2020 statt und ging über eine Distanz von 71 Runden à 4,326 km, was einer Gesamtdistanz von 307,020 km entspricht.
Lewis Hamilton gewann das Rennen vor Valtteri Bottas und Max Verstappen.

### Großer Preis von Ungarn
| Platz | Fahrer          | Team                  | Zeit        |
| ----- | --------------- | --------------------- | ----------- |
| 1     | Lewis Hamilton  | Mercedes              | 1:36:12,473 |
| 2     | Max Verstappen  | Red Bull Racing-Honda | + 8,702     |
| 3     | Valtteri Bottas | Mercedes              | + 9,452     |
| PP    | Lewis Hamilton  | Mercedes              | 1:13,447    |
| SR    | Lewis Hamilton  | Mercedes              | 1:16,627    |

Der Große Preis von Ungarn auf dem Hungaroring fand am 19. Juli 2020 statt und ging über eine Distanz von 70 Runden à 4,381 km, was einer Gesamtdistanz von 306,630 km entspricht.
Lewis Hamilton gewann das Rennen vor Max Verstappen und Valtteri Bottas.

### Großer Preis von Großbritannien
| Platz | Fahrer          | Team                  | Zeit        |
| ----- | --------------- | --------------------- | ----------- |
| 1     | Lewis Hamilton  | Mercedes              | 1:28:01,283 |
| 2     | Max Verstappen  | Red Bull Racing-Honda | + 5,856     |
| 3     | Charles Leclerc | Ferrari               | + 18,474    |
| PP    | Lewis Hamilton  | Mercedes              | 1:24,303    |
| SR    | Max Verstappen  | Red Bull Racing-Honda | 1:27,097    |

Der Große Preis von Großbritannien auf dem Silverstone Circuit fand am 2. August 2020 statt und ging über eine Distanz von 52 Runden à 5,891 km, was einer Gesamtdistanz von 306,198 km entspricht.
Lewis Hamilton gewann das Rennen vor Max Verstappen und Charles Leclerc.

### Großer Preis des 70-jährigen Jubiläums
| Platz | Fahrer          | Team                  | Zeit        |
| ----- | --------------- | --------------------- | ----------- |
| 1     | Max Verstappen  | Red Bull Racing-Honda | 1:19:41,993 |
| 2     | Lewis Hamilton  | Mercedes              | + 11,326    |
| 3     | Valtteri Bottas | Mercedes              | + 19,231    |
| PP    | Valtteri Bottas | Mercedes              | 1:25,154    |
| SR    | Lewis Hamilton  | Mercedes              | 1:28,451    |

Der Große Preis des 70-jährigen Jubiläums auf dem Silverstone Circuit fand am 9. August 2020 statt und ging über eine Distanz von 52 Runden à 5,891 km, was einer Gesamtdistanz von 306,198 km entspricht.
Max Verstappen gewann das Rennen vor Lewis Hamilton und Valtteri Bottas.

### Großer Preis von Spanien
| Platz | Fahrer          | Team                  | Zeit        |
| ----- | --------------- | --------------------- | ----------- |
| 1     | Lewis Hamilton  | Mercedes              | 1:31:45,279 |
| 2     | Max Verstappen  | Red Bull Racing-Honda | + 24,177    |
| 3     | Valtteri Bottas | Mercedes              | + 44,752    |
| PP    | Lewis Hamilton  | Mercedes              | 1:15,584    |
| SR    | Valtteri Bottas | Mercedes              | 1:18,183    |

Der Große Preis von Spanien auf dem Circuit de Barcelona-Catalunya fand am 16. August 2020 statt und ging über eine Distanz von 66 Runden à 4,655 km, was einer Gesamtdistanz von 307,104 km entspricht.
Lewis Hamilton gewann das Rennen vor Max Verstappen und Valtteri Bottas.

### Großer Preis von Belgien
| Platz | Fahrer           | Team                  | Zeit        |
| ----- | ---------------- | --------------------- | ----------- |
| 1     | Lewis Hamilton   | Mercedes              | 1:24:08,761 |
| 2     | Valtteri Bottas  | Mercedes              | + 8,448     |
| 3     | Max Verstappen   | Red Bull Racing-Honda | + 15,455    |
| PP    | Lewis Hamilton   | Mercedes              | 1:41,252    |
| SR    | Daniel Ricciardo | Renault               | 1:47,483    |

Der Große Preis von Belgien auf dem Circuit de Spa-Francorchamps fand am 30. August 2020 statt und ging über eine Distanz von 44 Runden à 7,004 km, was einer Gesamtdistanz von 308,052 km entspricht.
Lewis Hamilton gewann das Rennen vor Valtteri Bottas und Max Verstappen.

### Großer Preis von Italien
| Platz | Fahrer           | Team                      | Zeit        |
| ----- | ---------------- | ------------------------- | ----------- |
| 1     | Pierre Gasly     | AlphaTauri-Honda          | 1:47:06,056 |
| 2     | Carlos Sainz jr. | McLaren-Renault           | + 0,415     |
| 3     | Lance Stroll     | Racing Point-BWT Mercedes | + 3,358     |
| PP    | Lewis Hamilton   | Mercedes                  | 1:18,887    |
| SR    | Lewis Hamilton   | Mercedes                  | 1:22,746    |

Der Große Preis von Italien auf dem Autodromo Nazionale di Monza fand am 6. September 2020 statt und ging über eine Distanz von 53 Runden à 5,793 km, was einer Gesamtdistanz von 306,720 km entspricht.
Pierre Gasly gewann das Rennen vor Carlos Sainz jr. und Lance Stroll. Für Gasly war es der erste Sieg in der Formel 1 und zudem das erste Rennen seit Australien 2013, das nicht von einem Mercedes-, Ferrari- oder Red Bull-Fahrer gewonnen wurde. Ebenfalls erwähnenswert ist, dass zum ersten Mal seit Ungarn 2012 kein Pilot dieser drei Teams auf dem Podium stand.
Das Rennen wurde nach einem Unfall von Charles Leclerc kurzzeitig unterbrochen.

### Großer Preis der Toskana
| Platz | Fahrer          | Team                  | Zeit        |
| ----- | --------------- | --------------------- | ----------- |
| 1     | Lewis Hamilton  | Mercedes              | 2:19:35,060 |
| 2     | Valtteri Bottas | Mercedes              | + 4,880     |
| 3     | Alexander Albon | Red Bull Racing-Honda | + 8,064     |
| PP    | Lewis Hamilton  | Mercedes              | 1:15,144    |
| SR    | Lewis Hamilton  | Mercedes              | 1:18,833    |

Der Große Preis der Toskana auf dem Autodromo Internazionale del Mugello fand am 13. September 2020 statt und ging über eine Distanz von 59 Runden à 5,245 km, was einer Gesamtdistanz von 309,455 km entspricht.
Lewis Hamilton gewann das Rennen vor Valtteri Bottas und Alexander Albon. Für Albon war es das erste Podium in der Formel 1.

### Großer Preis von Russland
| Platz | Fahrer          | Team                  | Zeit        |
| ----- | --------------- | --------------------- | ----------- |
| 1     | Valtteri Bottas | Mercedes              | 1:34:00,364 |
| 2     | Max Verstappen  | Red Bull Racing-Honda | + 7,729     |
| 3     | Lewis Hamilton  | Mercedes              | + 22,729    |
| PP    | Lewis Hamilton  | Mercedes              | 1:31,304    |
| SR    | Valtteri Bottas | Mercedes              | 1:37,030    |

Der Große Preis von Russland im Sochi Autodrom fand am 27. September 2020 statt und ging über eine Distanz von 53 Runden à 5,848 km, was einer Gesamtdistanz von 309,944 km entspricht.
Valtteri Bottas gewann das Rennen vor Max Verstappen und Lewis Hamilton.

### Großer Preis der Eifel
| Platz | Fahrer           | Team                  | Zeit        |
| ----- | ---------------- | --------------------- | ----------- |
| 1     | Lewis Hamilton   | Mercedes              | 1:35:49,641 |
| 2     | Max Verstappen   | Red Bull Racing-Honda | + 4,470     |
| 3     | Daniel Ricciardo | Renault               | + 14,631    |
| PP    | Valtteri Bottas  | Mercedes              | 1:25,269    |
| SR    | Max Verstappen   | Red Bull Racing-Honda | 1:28,139    |

Der Große Preis der Eifel auf dem Nürburgring fand am 11. Oktober 2020 statt und ging über eine Distanz von 60 Runden à 5,148 km, was einer Gesamtdistanz von 308,623 km entspricht.
Lewis Hamilton gewann das Rennen vor Max Verstappen und Daniel Ricciardo. Es war Hamiltons 91. Grand-Prix-Sieg, womit er den Rekord von Michael Schumacher für die meisten Grand-Prix-Siege in der Formel 1 einstellte.

### Großer Preis von Portugal
| Platz | Fahrer          | Team                  | Zeit        |
| ----- | --------------- | --------------------- | ----------- |
| 1     | Lewis Hamilton  | Mercedes              | 1:29:56,828 |
| 2     | Valtteri Bottas | Mercedes              | + 25,592    |
| 3     | Max Verstappen  | Red Bull Racing-Honda | + 34,508    |
| PP    | Lewis Hamilton  | Mercedes              | 1:16,652    |
| SR    | Lewis Hamilton  | Mercedes              | 1:18,750    |

Der Große Preis von Portugal auf dem Autódromo Internacional do Algarve fand am 25. Oktober 2020 statt und ging über eine Distanz von 66 Runden à 4,635 km, was einer Gesamtdistanz von 306,826 km entspricht.
Lewis Hamilton gewann das Rennen vor Valtteri Bottas und Max Verstappen. Es war Hamiltons 92. Grand-Prix-Sieg, was ein neuer Rekord ist.

### Großer Preis der Emilia-Romagna
| Platz | Fahrer           | Team     | Zeit        |
| ----- | ---------------- | -------- | ----------- |
| 1     | Lewis Hamilton   | Mercedes | 1:28:32,430 |
| 2     | Valtteri Bottas  | Mercedes | + 5,783     |
| 3     | Daniel Ricciardo | Renault  | + 14,320    |
| PP    | Valtteri Bottas  | Mercedes | 1:13,609    |
| SR    | Lewis Hamilton   | Mercedes | 1:15,484    |

Der Große Preis der Emilia-Romagna auf dem Autodromo Enzo e Dino Ferrari fand am 1. November 2020 statt und ging über eine Distanz von 63 Runden à 4,909 km, was einer Gesamtdistanz von 309,049 km entspricht.
Lewis Hamilton gewann das Rennen vor Valtteri Bottas und Daniel Ricciardo. Mercedes gewann zum siebten Mal in Folge die Konstrukteursweltmeisterschaft, was ein neuer Rekord ist.

### Großer Preis der Türkei
| Platz | Fahrer           | Team                      | Zeit        |
| ----- | ---------------- | ------------------------- | ----------- |
| 1     | Lewis Hamilton   | Mercedes                  | 1:42:19,313 |
| 2     | Sergio Pérez     | Racing Point-BWT Mercedes | + 31,633    |
| 3     | Sebastian Vettel | Ferrari                   | + 31,960    |
| PP    | Lance Stroll     | Racing Point-BWT Mercedes | 1:47,765    |
| SR    | Lando Norris     | McLaren-Renault           | 1:36,806    |

Der Große Preis der Türkei auf dem Istanbul Park Circuit fand am 15. November 2020 statt und ging über eine Distanz von 58 Runden à 5,338 km, was einer Gesamtdistanz von 309,396 km entspricht.
Lewis Hamilton gewann das Rennen vor Sergio Pérez und Sebastian Vettel. Mit diesem Sieg holte Hamilton vorzeitig seinen siebten Weltmeistertitel, wodurch er mit dem bisherigen Rekordhalter Michael Schumacher gleichzog.

### Großer Preis von Bahrain
| Platz | Fahrer          | Team                  | Zeit        |
| ----- | --------------- | --------------------- | ----------- |
| 1     | Lewis Hamilton  | Mercedes              | 2:59:47,515 |
| 2     | Max Verstappen  | Red Bull Racing-Honda | + 1,254     |
| 3     | Alexander Albon | Red Bull Racing-Honda | + 8,005     |
| PP    | Lewis Hamilton  | Mercedes              | 1:27,264    |
| SR    | Max Verstappen  | Red Bull Racing-Honda | 1:32,014    |

Der Große Preis von Bahrain auf dem Bahrain International Circuit fand am 29. November 2020 statt und ging über eine Distanz von 57 Runden à 5,412 km, was einer Gesamtdistanz von 308,238 km entspricht.
Lewis Hamilton gewann das Rennen vor Max Verstappen und Alexander Albon.
Das Rennen wurde in der ersten Runde auf Grund eines schweren Unfalls von Romain Grosjean für mehr als eine Stunde unterbrochen. Sein Rennwagen prallte gegen die Leitplanke, wurde in zwei Teile gerissen und fing sofort Feuer. Grosjean zog sich dabei leichte Verletzungen zu.

### Großer Preis von Sachir
| Platz | Fahrer          | Team                      | Zeit        |
| ----- | --------------- | ------------------------- | ----------- |
| 1     | Sergio Pérez    | Racing Point-BWT Mercedes | 1:31:15,114 |
| 2     | Esteban Ocon    | Renault                   | + 10,518    |
| 3     | Lance Stroll    | Racing Point-BWT Mercedes | + 11,869    |
| PP    | Valtteri Bottas | Mercedes                  | 0:53,377    |
| SR    | George Russell  | Mercedes                  | 0:55,404    |

Der Große Preis von Sachir auf dem Bahrain International Outer Circuit fand am 6. Dezember 2020 statt und ging über eine Distanz von 87 Runden à 3,543 km, was einer Gesamtdistanz von 307,995 km entspricht.
Sergio Pérez gewann das Rennen vor Esteban Ocon und Lance Stroll.
Für Pérez war es der erste Sieg in der Formel 1, während Ocon sein erstes Podium einfuhr.

### Großer Preis von Abu Dhabi
| Platz | Fahrer           | Team                  | Zeit        |
| ----- | ---------------- | --------------------- | ----------- |
| 1     | Max Verstappen   | Red Bull Racing-Honda | 1:36:28,645 |
| 2     | Valtteri Bottas  | Mercedes              | + 15,976    |
| 3     | Lewis Hamilton   | Mercedes              | + 18,415    |
| PP    | Max Verstappen   | Red Bull Racing-Honda | 1:35,246    |
| SR    | Daniel Ricciardo | Renault               | 1:40,926    |

Der Große Preis von Abu Dhabi auf der Yas-Insel vor Abu Dhabi fand am 13. Dezember 2020 statt und ging über eine Distanz von 55 Runden à 5,554 km, was einer Gesamtdistanz von 305,355 km entspricht.
Max Verstappen gewann das Rennen vor Valtteri Bottas und Lewis Hamilton.

## Qualifying-/Rennduelle
Diese beiden Tabellen zeigen, welche Fahrer im jeweiligen Team die besseren Platzierungen im Qualifying bzw. im Rennen erreicht haben.
| Fahrer                    | :        | Fahrer             |
| Mercedes                  | Mercedes | Mercedes           |
| ------------------------- | -------- | ------------------ |
| Lewis Hamilton            | 11:5     | Valtteri Bottas    |
| George Russell            | 0:1      | Valtteri Bottas    |
| Ferrari                   |          |                    |
| Sebastian Vettel          | 4:13     | Charles Leclerc    |
| Red Bull Racing-Honda     |          |                    |
| Max Verstappen            | 17:0     | Alexander Albon    |
| McLaren-Renault           |          |                    |
| Lando Norris              | 9:8      | Carlos Sainz jr.   |
| Renault                   |          |                    |
| Daniel Ricciardo          | 15:2     | Esteban Ocon       |
| AlphaTauri-Honda          |          |                    |
| Pierre Gasly              | 13:4     | Daniil Kwjat       |
| Racing Point-BWT Mercedes |          |                    |
| Sergio Pérez              | 10:4     | Lance Stroll       |
| Sergio Pérez              | 1:0      | Nico Hülkenberg    |
| Nico Hülkenberg           | 1:1      | Lance Stroll       |
| Alfa Romeo Racing-Ferrari |          |                    |
| Kimi Räikkönen            | 8:9      | Antonio Giovinazzi |
| Haas-Ferrari              |          |                    |
| Romain Grosjean           | 7:8      | Kevin Magnussen    |
| Pietro Fittipaldi         | 0:2      | Kevin Magnussen    |
| Williams-Mercedes         |          |                    |
| George Russell            | 16:0     | Nicholas Latifi    |
| Jack Aitken               | 0:1      | Nicholas Latifi    |

| Fahrer                    | :        | Fahrer             |
| Mercedes                  | Mercedes | Mercedes           |
| ------------------------- | -------- | ------------------ |
| Lewis Hamilton            | 12:4     | Valtteri Bottas    |
| George Russell            | 0:1      | Valtteri Bottas    |
| Ferrari                   |          |                    |
| Sebastian Vettel          | 5:10     | Charles Leclerc    |
| Red Bull Racing-Honda     |          |                    |
| Max Verstappen            | 12:5     | Alexander Albon    |
| McLaren-Renault           |          |                    |
| Lando Norris              | 9:8      | Carlos Sainz jr.   |
| Renault                   |          |                    |
| Daniel Ricciardo          | 13:4     | Esteban Ocon       |
| AlphaTauri-Honda          |          |                    |
| Pierre Gasly              | 9:8      | Daniil Kwjat       |
| Racing Point-BWT Mercedes |          |                    |
| Sergio Pérez              | 9:5      | Lance Stroll       |
| Sergio Pérez              | 1:0      | Nico Hülkenberg    |
| Nico Hülkenberg           | 0:2      | Lance Stroll       |
| Alfa Romeo Racing-Ferrari |          |                    |
| Kimi Räikkönen            | 12:5     | Antonio Giovinazzi |
| Haas-Ferrari              |          |                    |
| Romain Grosjean           | 7:6      | Kevin Magnussen    |
| Pietro Fittipaldi         | 0:2      | Kevin Magnussen    |
| Williams-Mercedes         |          |                    |
| George Russell            | 10:6     | Nicholas Latifi    |
| Jack Aitken               | 1:0      | Nicholas Latifi    |

## Weltmeisterschaftswertungen

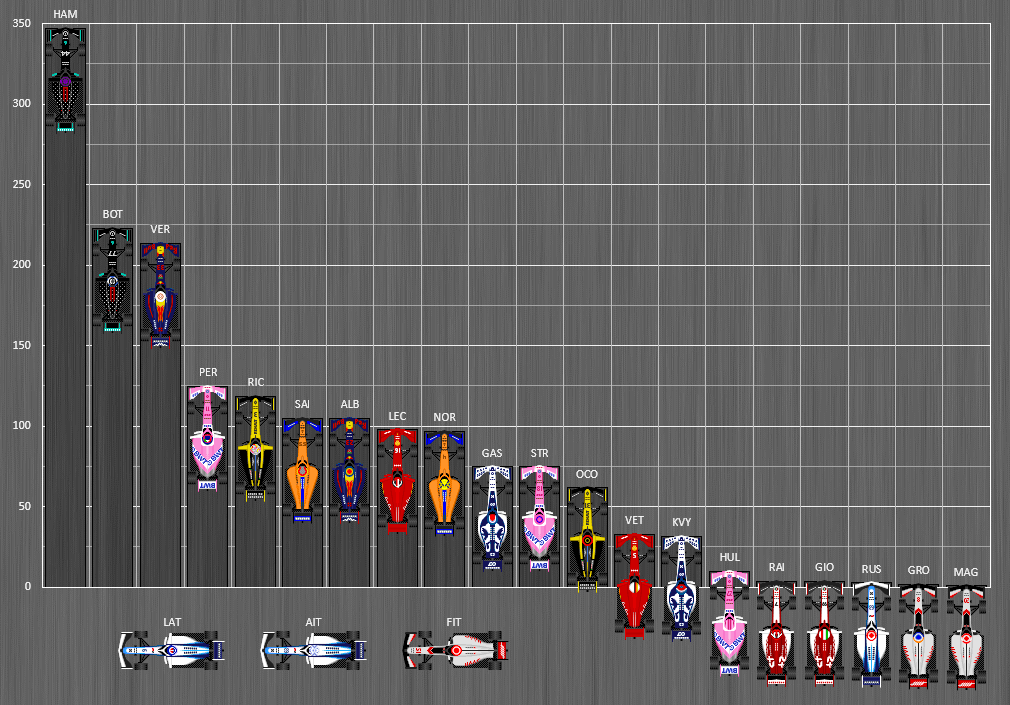
Fahrerwertung der Formel-1-Weltmeisterschaft 2020

Weltmeister wird derjenige Fahrer bzw. Konstrukteur, der bis zum Saisonende am meisten Punkte in der Weltmeisterschaft ansammelt. Bei der Punkteverteilung werden die Platzierungen im Gesamtergebnis des jeweiligen Rennens berücksichtigt. Die zehn erstplatzierten Fahrer jedes Rennens erhalten Punkte nach folgendem Schema:
| Punkteverteilung | Punkteverteilung | Punkteverteilung | Punkteverteilung | Punkteverteilung | Punkteverteilung | Punkteverteilung | Punkteverteilung | Punkteverteilung | Punkteverteilung | Punkteverteilung |
| ---------------- | ---------------- | ---------------- | ---------------- | ---------------- | ---------------- | ---------------- | ---------------- | ---------------- | ---------------- | ---------------- |
| Platz            | 1                | 2                | 3                | 4                | 5                | 6                | 7                | 8                | 9                | 10               |
| Punkte           | 25               | 18               | 15               | 12               | 10               | 8                | 6                | 4                | 2                | 1                |

Zusätzlich erhält der Fahrer, der die schnellste Runde erzielt, einen Bonuspunkt, wenn er das Rennen in den Top 10 beendet.

### Fahrerwertung
| Pos. | Fahrer        | Konstrukteur              |      |     |     |     |     |     |     |     |     |     |     |     |     |      |      |     |     | Punkte |
| 01   | L. Hamilton   | Mercedes                  | 4    | 1   | 1   | 1   | 2   | 1   | 1   | 7   | 1   | 3   | 1   | 1   | 1   | 1    | 1    | INJ | 3   | 347    |
| 02   | V. Bottas     | Mercedes                  | 1    | 2   | 3   | 11  | 3   | 3   | 2   | 5   | 2   | 1   | DNF | 2   | 2   | 14   | 8    | 8   | 2   | 223    |
| 03   | M. Verstappen | Red Bull Racing-Honda     | DNF  | 3   | 2   | 2   | 1   | 2   | 3   | DNF | DNF | 2   | 2   | 3   | DNF | 6    | 2    | DNF | 1   | 214    |
| 04   | S. Pérez      | Racing Point-BWT Mercedes | 6    | 6   | 7   | INJ | INJ | 5   | 10  | 10  | 5   | 4   | 4   | 7   | 6   | 2    | *18* | 1   | DNF | 125    |
| 05   | D. Ricciardo  | Renault                   | DNF  | 8   | 8   | 4   | 14  | 11  | 4   | 6   | 4   | 5   | 3   | 9   | 3   | 10   | 7    | 5   | 7   | 119    |
| 06   | C. Sainz      | McLaren-Renault           | 5    | 9   | 9   | 13  | 13  | 6   | DNS | 2   | DNF | DNF | 5   | 6   | 7   | 5    | 5    | 4   | 6   | 105    |
| 07   | A. Albon      | Red Bull Racing-Honda     | *13* | 4   | 5   | 8   | 5   | 8   | 6   | 15  | 3   | 10  | DNF | 12  | 15  | 7    | 3    | 6   | 4   | 105    |
| 08   | C. Leclerc    | Ferrari                   | 2    | DNF | 11  | 3   | 4   | DNF | 14  | DNF | 8   | 6   | 7   | 4   | 5   | 4    | 10   | DNF | 13  | 98     |
| 09   | L. Norris     | McLaren-Renault           | 3    | 5   | 13  | 5   | 9   | 10  | 7   | 4   | 6   | 15  | DNF | 13  | 8   | 8    | 4    | 10  | 5   | 97     |
| 10   | P. Gasly      | AlphaTauri-Honda          | 7    | 15  | DNF | 7   | 11  | 9   | 8   | 1   | DNF | 9   | 6   | 5   | DNF | 13   | 6    | 11  | 8   | 75     |
| 11   | L. Stroll     | Racing Point-BWT Mercedes | DNF  | 7   | 4   | 9   | 6   | 4   | 9   | 3   | DNF | DNF | INJ | DNF | 13  | 9    | DNF  | 3   | 10  | 75     |
| 12   | E. Ocon       | Renault                   | 8    | DNF | 14  | 6   | 8   | 13  | 5   | 8   | DNF | 7   | DNF | 8   | DNF | 11   | 9    | 2   | 9   | 62     |
| 13   | S. Vettel     | Ferrari                   | 10   | DNF | 6   | 10  | 12  | 7   | 13  | DNF | 10  | 13  | 11  | 10  | 12  | 3    | 13   | 12  | 14  | 33     |
| 14   | D. Kwjat      | AlphaTauri-Honda          | *12* | 10  | 12  | DNF | 10  | 12  | 11  | 9   | 7   | 8   | 15  | 19  | 4   | 12   | 11   | 7   | 11  | 32     |
| 15   | N. Hülkenberg | Racing Point-BWT Mercedes |      |     |     | DNS | 7   |     |     |     |     |     | 8   |     |     |      |      |     |     | 10     |
| 16   | K. Räikkönen  | Alfa Romeo Racing-Ferrari | DNF  | 11  | 15  | 17  | 15  | 14  | 12  | 13  | 9   | 14  | 12  | 11  | 9   | 15   | 15   | 14  | 12  | 4      |
| 17   | A. Giovinazzi | Alfa Romeo Racing-Ferrari | 9    | 14  | 17  | 14  | 17  | 16  | DNF | 16  | DNF | 11  | 10  | 15  | 10  | DNF  | 16   | 13  | 16  | 4      |
| 18   | G. Russell    | Williams-Mercedes         | DNF  | 16  | 18  | 12  | 18  | 17  | DNF | 14  | 11  | 18  | DNF | 14  | DNF | 16   | 12   |     | 15  | 3      |
| 18   | G. Russell    | Mercedes                  |      |     |     |     |     |     |     |     |     |     |     |     |     |      |      | 9   |     | 3      |
| 19   | R. Grosjean   | Haas-Ferrari              | DNF  | 13  | 16  | 16  | 16  | 19  | 15  | 12  | 12  | 17  | 9   | 17  | 14  | DNF  | DNF  | INJ | INJ | 2      |
| 20   | K. Magnussen  | Haas-Ferrari              | DNF  | 12  | 10  | DNF | DNF | 15  | 17  | DNF | DNF | 12  | 13  | 16  | DNF | *17* | 17   | 15  | 18  | 1      |
| 21   | N. Latifi     | Williams-Mercedes         | 11   | 17  | 19  | 15  | 19  | 18  | 16  | 11  | DNF | 16  | 14  | 18  | 11  | DNF  | 14   | DNF | 17  | 0      |
| 22   | J. Aitken     | Williams-Mercedes         |      |     |     |     |     |     |     |     |     |     |     |     |     |      |      | 16  |     | 0      |
| 23   | P. Fittipaldi | Haas-Ferrari              |      |     |     |     |     |     |     |     |     |     |     |     |     |      |      | 17  | 19  | 0      |

| Legende  | Legende            | Legende                                                          |
| Farbe    | Abkürzung          | Bedeutung                                                        |
| -------- | ------------------ | ---------------------------------------------------------------- |
| Gold     | –                  | Sieg                                                             |
| Silber   | –                  | 2. Platz                                                         |
| Bronze   | –                  | 3. Platz                                                         |
| Grün     | –                  | Platzierung in den Punkten                                       |
| Blau     | –                  | Klassifiziert außerhalb der Punkteränge                          |
| Violett  | DNF                | Rennen nicht beendet (did not finish)                            |
| Violett  | NC                 | nicht klassifiziert (not classified)                             |
| Rot      | DNQ                | nicht qualifiziert (did not qualify)                             |
| Rot      | DNPQ               | in Vorqualifikation gescheitert (did not pre-qualify)            |
| Schwarz  | DSQ                | disqualifiziert (disqualified)                                   |
| Weiß     | DNS                | nicht am Start (did not start)                                   |
| Weiß     | WD                 | zurückgezogen (withdrawn)                                        |
| Hellblau | PO                 | nur am Training teilgenommen (practiced only)                    |
| Hellblau | TD                 | Freitags-Testfahrer (test driver)                                |
| ohne     | DNP                | nicht am Training teilgenommen (did not practice)                |
| ohne     | INJ                | verletzt oder krank (injured)                                    |
| ohne     | EX                 | ausgeschlossen (excluded)                                        |
| ohne     | DNA                | nicht erschienen (did not arrive)                                |
| ohne     | C                  | Rennen abgesagt (cancelled)                                      |
| ohne     | keine WM-Teilnahme |                                                                  |
| sonstige | P/fett             | Pole-Position                                                    |
| sonstige | 1/2/3/4/5/6/7/8    | Punktplatzierung im Sprint-/Qualifikationsrennen                 |
| sonstige | SR/kursiv          | Schnellste Rennrunde                                             |
| sonstige | *                  | nicht im Ziel, aufgrund der zurückgelegten Distanz aber gewertet |
| sonstige | ()                 | Streichresultate                                                 |
| sonstige | unterstrichen      | Führender in der Gesamtwertung                                   |

### Konstrukteurswertung
| Pos. | Konstrukteur              | Nr.   |      |     |     |     |     |     |     |     |     |     |     |     |     |      |      |     |     | Punkte |
| 01   | Mercedes                  | 44/63 | 4    | 1   | 1   | 1   | 2   | 1   | 1   | 7   | 1   | 3   | 1   | 1   | 1   | 1    | 1    | 9   | 3   | 573    |
| 01   | Mercedes                  | 77    | 1    | 2   | 3   | 11  | 3   | 3   | 2   | 5   | 2   | 1   | DNF | 2   | 2   | 14   | 8    | 8   | 2   | 573    |
| 02   | Red Bull Racing-Honda     | 23    | *13* | 4   | 5   | 8   | 5   | 8   | 6   | 15  | 3   | 10  | DNF | 12  | 15  | 7    | 3    | 6   | 4   | 319    |
| 02   | Red Bull Racing-Honda     | 33    | DNF  | 3   | 2   | 2   | 1   | 2   | 3   | DNF | DNF | 2   | 2   | 3   | DNF | 6    | 2    | DNF | 1   | 319    |
| 03   | McLaren-Renault           | 04    | 3    | 5   | 13  | 5   | 9   | 10  | 7   | 4   | 6   | 15  | DNF | 13  | 8   | 8    | 4    | 10  | 5   | 202    |
| 03   | McLaren-Renault           | 55    | 5    | 9   | 9   | 13  | 13  | 6   | DNS | 2   | DNF | DNF | 5   | 6   | 7   | 5    | 5    | 4   | 6   | 202    |
| 04   | Racing Point-BWT Mercedes | 11/27 | 6    | 6   | 7   | DNS | 7   | 5   | 10  | 10  | 5   | 4   | 4   | 7   | 6   | 2    | *18* | 1   | DNF | 195 1  |
| 04   | Racing Point-BWT Mercedes | 18/27 | DNF  | 7   | 4   | 9   | 6   | 4   | 9   | 3   | DNF | DNF | 8   | DNF | 13  | 9    | DNF  | 3   | 10  | 195 1  |
| 05   | Renault                   | 03    | DNF  | 8   | 8   | 4   | 14  | 11  | 4   | 6   | 4   | 5   | 3   | 9   | 3   | 10   | 7    | 5   | 7   | 181    |
| 05   | Renault                   | 31    | 8    | DNF | 14  | 6   | 8   | 13  | 5   | 8   | DNF | 7   | DNF | 8   | DNF | 11   | 9    | 2   | 9   | 181    |
| 06   | Ferrari                   | 05    | 10   | DNF | 6   | 10  | 12  | 7   | 13  | DNF | 10  | 13  | 11  | 10  | 12  | 3    | 13   | 12  | 14  | 131    |
| 06   | Ferrari                   | 16    | 2    | DNF | 11  | 3   | 4   | DNF | 14  | DNF | 8   | 6   | 7   | 4   | 5   | 4    | 10   | DNF | 13  | 131    |
| 07   | AlphaTauri-Honda          | 10    | 7    | 15  | DNF | 7   | 11  | 9   | 8   | 1   | DNF | 9   | 6   | 5   | DNF | 13   | 6    | 11  | 8   | 107    |
| 07   | AlphaTauri-Honda          | 26    | *12* | 10  | 12  | DNF | 10  | 12  | 11  | 9   | 7   | 8   | 15  | 19  | 4   | 12   | 11   | 7   | 11  | 107    |
| 08   | Alfa Romeo Racing-Ferrari | 07    | DNF  | 11  | 15  | 17  | 15  | 14  | 12  | 13  | 9   | 14  | 12  | 11  | 9   | 15   | 15   | 14  | 12  | 8      |
| 08   | Alfa Romeo Racing-Ferrari | 99    | 9    | 14  | 17  | 14  | 17  | 16  | DNF | 16  | DNF | 11  | 10  | 15  | 10  | DNF  | 16   | 13  | 16  | 8      |
| 09   | Haas-Ferrari              | 08/51 | DNF  | 13  | 16  | 16  | 16  | 19  | 15  | 12  | 12  | 17  | 9   | 17  | 14  | DNF  | DNF  | 17  | 19  | 3      |
| 09   | Haas-Ferrari              | 20    | DNF  | 12  | 10  | DNF | DNF | 15  | 17  | DNF | DNF | 12  | 13  | 16  | DNF | *17* | 17   | 15  | 18  | 3      |
| 10   | Williams-Mercedes         | 63/89 | DNF  | 16  | 18  | 12  | 18  | 17  | DNF | 14  | 11  | 18  | DNF | 14  | DNF | 16   | 12   | 16  | 15  | 0      |
| 10   | Williams-Mercedes         | 06    | 11   | 17  | 19  | 15  | 19  | 18  | 16  | 11  | DNF | 16  | 14  | 18  | 11  | DNF  | 14   | DNF | 17  | 0      |

| Legende  | Legende            | Legende                                                          |
| Farbe    | Abkürzung          | Bedeutung                                                        |
| -------- | ------------------ | ---------------------------------------------------------------- |
| Gold     | –                  | Sieg                                                             |
| Silber   | –                  | 2. Platz                                                         |
| Bronze   | –                  | 3. Platz                                                         |
| Grün     | –                  | Platzierung in den Punkten                                       |
| Blau     | –                  | Klassifiziert außerhalb der Punkteränge                          |
| Violett  | DNF                | Rennen nicht beendet (did not finish)                            |
| Violett  | NC                 | nicht klassifiziert (not classified)                             |
| Rot      | DNQ                | nicht qualifiziert (did not qualify)                             |
| Rot      | DNPQ               | in Vorqualifikation gescheitert (did not pre-qualify)            |
| Schwarz  | DSQ                | disqualifiziert (disqualified)                                   |
| Weiß     | DNS                | nicht am Start (did not start)                                   |
| Weiß     | WD                 | zurückgezogen (withdrawn)                                        |
| Hellblau | PO                 | nur am Training teilgenommen (practiced only)                    |
| Hellblau | TD                 | Freitags-Testfahrer (test driver)                                |
| ohne     | DNP                | nicht am Training teilgenommen (did not practice)                |
| ohne     | INJ                | verletzt oder krank (injured)                                    |
| ohne     | EX                 | ausgeschlossen (excluded)                                        |
| ohne     | DNA                | nicht erschienen (did not arrive)                                |
| ohne     | C                  | Rennen abgesagt (cancelled)                                      |
| ohne     | keine WM-Teilnahme |                                                                  |
| sonstige | P/fett             | Pole-Position                                                    |
| sonstige | 1/2/3/4/5/6/7/8    | Punktplatzierung im Sprint-/Qualifikationsrennen                 |
| sonstige | SR/kursiv          | Schnellste Rennrunde                                             |
| sonstige | *                  | nicht im Ziel, aufgrund der zurückgelegten Distanz aber gewertet |
| sonstige | ()                 | Streichresultate                                                 |
| sonstige | unterstrichen      | Führender in der Gesamtwertung                                   |

Anmerkungen